# Slovensk Wikipedia
Slovensk Wikipedia (slovensk: Slovenska Wikipedija,  dansk: den slovensksprogede Wikipedia) er den slovensksprogede  version af det verdensomspændende encyklopædi-projekt Wikipedia. Slovensk Wikipedia blev lanceret 26. februar 2002.
Pr. torsdag den 27. marts 2025 har  Wikipedia 192.069 artikler, 338 aktive bidragydere og 22 administratorer.